# Hermans Egleskalns
Hermans Egleskalns (ur. 8 grudnia 1990 w Rydze) – łotewski siatkarz, grający na pozycji atakującego, reprezentant Łotwy. 

## Sukcesy klubowe
Puchar Łotwy:
- 2007

Liga łotewska:
- 2008

Puchar Finlandii:
- 2011

Liga fińska:
- 2011

Superpuchar Belgii:
- 2011[4], 2012

Puchar Belgii:
- 2012[5]

Liga belgijska:
- 2012[6]
- 2013

Puchar Ligi Greckiej:
- 2016

Puchar Grecji:
- 2016[7]

Liga grecka:
- 2021
- 2022[8]
- 2016

Liga francuska:
- 2018, 2019

Puchar Francji:
- 2019

## Sukcesy reprezentacyjne
Srebrna Liga Europejska:
- 2023[9]

## Nagrody indywidualne
- 2011: MVP Pucharu Finlandii
- 2011: MVP i najlepszy atakujący ligi fińskiej w sezonie 2010/2011